# 五十子勝
五十子 勝（いらご まさる）は、漫画家、メカデザイナー。
フリーハンドでゆらぎのない曲線を描く筆致を得意とし、多くの永井豪作品に作画メインスタッフとして参画する傍ら、「マジンガーZ」に登場する機械獣、キングダンX10、バルガスV5などのデザインを手がけた。
氏の手がけた機械獣は、悪役というより主役であるマジンガーと対等の敵としての、正統派のデザインが多いのが特徴で、後の主役ロボに影響を与えたと思わせるデザインや設定も多い。
キングダンX10は「グレートマジンガー」に先駆けて剣を武器とした巨大ロボット。剣自体のデザインも後のそれに酷似しており、このタイプの直剣が後に続く主役ロボの必殺剣のスタンダードとなった。
バルガスV5（アニメではベルガスV5）では、「鋼鉄ジーグ」に先駆けて、無理の無い関節単位での分離合体を考案した。それまでも、原型を留めないほど細かなブロック状に分割されるロボットや、分離合体に際して変形を伴う合体ロボは存在したが、玩具で再現可能な合体ロボはバルガス以前には無かった。ただバルガス自体は玩具化されていないため、このタイプの合体玩具としては、やはりジーグが最初となる。
| スタブアイコン | サブスタブ | この項目は、まだ閲覧者の調べものの参照としては役立たない、漫画家・漫画原作者に関連した書きかけの項目です。この項目を加筆・訂正などしてくださる協力者を求めています（P:漫画/PJ:漫画家）。 |